# Serious Engine 4
Serious Engine 4 — игровой движок, разработанный хорватской компанией Croteam.

## История разработки
Движок Serious Engine 4 является закономерным развитием предыдущей технологии компании Croteam, Serious Engine 3.5, использовавшегося в игре Serious Sam 3: BFE.
Первое упоминание движка появилось в июне 2014 года одновременно с анонсом Croteam своей новой игры — трёхмерной философской головоломки от первого лица The Talos Principle. В пресс-релизе было объявлено, что новая версия движка позволила разработчикам добавить в игру отсканированные реальные объекты, используя проприетарную технологию фотограмметрии. В анонсе также было сказано, что помимо персональных компьютеров, The Talos Principle выйдет эксклюзивно на консоли PlayStation 4.
В июле 2014 года технический директор Croteam Ален Ладавац в ответ на расспросы фанатов на форуме Steam заявил, что в Serious Engine 4 было добавлено огромное количество улучшений по сравнению с предыдущей итерацией движка. Ладавац отметил, что разработчики внесли многочисленные улучшения для повышения производительности движка, и в особенности кардинальные изменения в плане рендеринга большего количества объектов на экране. Как и Serious Engine 3.5, новый движок изначально поддерживает Direct3D 11. Ален также подчеркнул, что большинство изменений в движке касаются технических аспектов, которые не заметны с первого взгляда, но в целом он гораздо быстрее предшественника и обладает более качественным рендерингом. По его словам, Serious Engine 4 также по умолчанию использует ускоренный многоядерный рендеринг.
В августе 2014 года Ален Ладавац и программист студии Дин Секулич дали небольшой комментарий сайту GamingBolt. Разработчики заявили, что The Talos Principle будет работать на PlayStation 4 в разрешении 1080p с 60 FPS. При этом разработчики отметили, что версия для Xbox One пока не планируется, поскольку Croteam ещё не получили специальные комплекты для разработки на данную консоль.
4 ноября 2014 года на сайте VentureBeat появилось интервью, в котором разработчики заявили, что один из сотрудников Croteam ещё во времена портирования Serious Sam 3: BFE на Xbox 360 и PlayStation 3 создал для игры тестового бота, который впоследствии был значительно усовершенствован и добавлен в The Talos Principle для тестирования игры на выявление логических ошибок в головоломках. В общей сложности данный бот наиграл около 15 000 человеко-часов, при этом, благодаря программной природе и скорости бота, прохождение всей игры занимало у него от 30 до 60 минут. Данная технология позволила разработчикам значительно сэкономить время на тестирование игры.
6 ноября 2014 года разработчики выпустили бесплатную демоверсию The Talos Principle под названием Public Test, работающую на Serious Engine 4, для выявления проблем с производительностью и запуском игры. Она продемонстрировала новые возможности движка и базовый геймплей. Из-за многочисленных жалоб игроков на головную боль и тошноту во время игры, разработчики добавили в The Talos Principle специальное меню с настройками, позволяющими снизить вероятность укачивания.
Выход The Talos Principle состоялся 11 декабря 2014 года. Критиками была отмечена хорошая оптимизация движка и красивая картинка, а также богатое количество дополнительных настроек графики и производительности. Вскоре состоялся выход редактора Serious Editor 4, позволяющего создавать пользовательские карты и модификации.
28 мая 2015 года состоялся выход The Talos Principle на устройствах под управлением Android. Для запуска игра требует производительные устройства, такие как Nvidia Shield. 13 октября 2015 года игра вышла на приставке PlayStation 4.
В январе 2016 года Ален Ладавац на форумах Steam заявил, что следующая игра студии, Serious Sam 4, будет использовать гораздо более улучшенную версию движка Serious Engine 4.
16 февраля 2016 года состоялся релиз открытой спецификации нового графического API Vulkan, в тот же день его поддержка была добавлена в The Talos Principle. 17 октября 2016 года вышла Serious Sam VR: The Last Hope, презентовавшая Serious Engine версии 4.5.
При разработке The Talos Principle 2 Croteam заменила движок Serious Engine 4 на Unreal Engine 4, а позже обновила его до Unreal Engine 5. Также в октябре 2023 года ведущий программист Croteam объявил, что компания больше не планирует развивать Serious Engine и полностью переходит на Unreal Engine.

## Технические характеристики
Будучи эволюцией предыдущей версии, новая итерация игрового движка Croteam учитывает опыт своих предшественников и содержит в себе преимущественно технические улучшения и изменения «под капотом», малозаметные с первого взгляда по сравнению с Serious Engine 3.5. Движок стал максимально кроссплатформенным, обзаведясь поддержкой игровых консолей восьмого и девятого поколений, современных компьютеров с многоядерными процессорами и мобильных устройств под управлением Android и iOS.
Большинство изменений касаются оптимизации процессов и обработки большего количества объектов с повышенной детализацией моделей. Улучшен графический рендеринг и визуальные эффекты. По сравнению с Serious Sam 3 была значительно ускорена производительность многоядерного рендеринга. Одной из наиболее важных функций новой версии движка является предварительное кэширование, позволяющее во много раз ускорить загрузку уровней, сведя время перемещения из одной карты в другую до нескольких секунд. В Serious Sam 4 была впервые продемонстрирована так называемая система «Легион», позволяющая прогружать карты огромных размеров (до 128 км²) и отображать на экране больше 100 тысяч объектов одновременно.
Благодаря тому, что впервые Serious Engine 4 был использован в пространственной головоломке, разработчиками в очередной раз была улучшена физическая модель для более реалистичного взаимодействия с другими объектами на локациях.
Движок изначально поддерживает Direct3D 11 и Direct3D 12, а с февраля 2016 года получил экспериментальную поддержку Vulkan.
С версии 4.5 движок полноценно поддерживает шлемы виртуальной реальности HTC Vive и Oculus Rift, а также технологию nVidia VR SLI.

## Игры, использующие Serious Engine 4
- 2014 — The Talos Principle (Serious Engine 4)
- 2016 — Serious Sam VR: The Last Hope (Serious Engine 4.5)
- 2017 — Serious Sam VR: The First Encounter (Serious Engine 4.5)
- 2017 — Serious Sam VR: The Second Encounter (Serious Engine 4.5)
- 2017 — Serious Sam Fusion 2017 (Serious Engine 2017)
- 2020 — Serious Sam 4 (Serious Engine 2020)
- 2021 — The Hand of Merlin (Serious Engine 2021)
- 2022 — Serious Sam: Siberian Mayhem (Serious Engine 2022)

## Дальнейшее развитие
В декабре 2016 года стало известно о выходе Serious Sam VR: The First Encounter — специальной версии Serious Sam HD для устройств виртуальной реальности, портированной на новую версию движка Croteam под названием Serious Engine 2017. Технический директор Ален Ладавац на форумах Steam заявил, что компания приняла решение отказаться от привычной последовательной нумерации версий своего движка в пользу годичных наименований. По словам разработчика, данный шаг был обусловлен тем, что нумерация самих игр и их движков давно перестали совпадать и в целом приводили к путанице. Новая версия движка основывается на технологиях, использованных в The Talos Principle и Serious Sam VR: The Last Hope, а также несколько новых возможностей из Serious Sam 4, при этом The Last Hope была также обновлена до более современной версии. Среди выделяющихся особенностей Serious Engine 2017 Ладавац перечислил поддержку Vulkan API (при этом Croteam окончательно отказались от поддержки DirectX 9), многопоточный рендеринг, новую систему «облегченных сохранений», настраиваемый звуковой API, новую проприетарную систему трёхмерного звука, аналогичную в подходе к таковой в Serious Engine 1, улучшенный физический движок, поточные текстуры и улучшенную систему модифицирования игры, позволяющую создавать новые виды оружия и управлять внутренними скриптами.
В октябре 2023 года ведущий программист Croteam объявил, что компания больше не планирует развивать Serious Engine и полностью переходит на Unreal Engine.